# Rose Bowl 2021
Match précédent Match suivant
Le Rose Bowl 2021 est un match de football américain de niveau universitaire joué après la saison régulière de 2020, le 1er janvier 2020, au AT&T Stadium d'Arlington au Texas.
Il s'agit de la 107e édition du Rose Bowl.
Le match constitue une des demi-finales du College Football Playoff et oppose les #4 Fighting Irish de Notre Dame membre cette saison de l'Atlantic Coast Conference aux #1 Crimson Tide de l'Alabama de la Southeastern Conference. Le vainqueur affrontera le 11 janvier 2020, au Hard Rock Stadium de Miami Gardens en Floride, le vainqueur du Sugar Bowl 2021 lors du College Football Championship Game 2021.
Il a débuté à 15 h 20 locales et est retransmis en télévision sur ESPN. Sponsorisé par la société Capital One, le match avait initialement été présenté sous le nom de College Football Playoff Semifinal presented by Capital One avant de reprendre sa dénomination habituelle, College Football Playoff Semifinal at the Rose Bowl Game presented by Northwestern Mutual (voir ci-après).
Alabama remporte le match 31 à 14.

## Délocalisation
Le match devait se tenir comme de coutume au Rose Bowl de Pasadena en Californie mais a été relocalisé à la suite de la pandémie de Covid-19. 
Sponsorisé par la société Northwestern Mutual, le match avait officiellement été dénommé le College Football Playoff Semifinal at the Rose Bowl Game presented by Northwestern Mutual.
Début décembre, il est annoncé que le match serait disputé à huis clos (sans supporters), à la suite d'une ordonnance du Gouverneur de l'État de Californie, Gavin Newsom, prise pour lutter contre la pandémie de Covid-19.
Les organisateurs du match ont tenté d'obtenir une dérogation pour permettre à un certain nombre de spectateurs d'assister au match et permettre ainsi aux membres de la famille des joueurs d'y assister. Cette démarche n'a pas abouti
Le 19 décembre 2020, le Pasadena Tournament of Roses Association (en) annonce que le match sera relocalisé au AT&T Stadium d'Arlington au Texas à la suite d'une récente augmentation des cas d'infection en Californie et de la décision d'interdire les spectateurs prise par le gouverneur Newsom.
À la suite de cette relocalisation, les organisateurs ont dû attendre une décision officielle concernant le nom de l'évènement. Le match a finalement pu être appelé Rose Bowl, la ville de Pasadena ayant donné son accord en ce sens (elle possède en effet une licence couvrant l'utilisation du nom celui-ci étant propriété de la Tournament of Roses Association et de la ville de Pasadena,).

## Équipes
Les équipes qui participent au match ont été désignées et annoncées par le comité de sélection du CFP le dimanche 20 décembre 2020.
| Équipes                                                             | Conférences | Entraîneurs | Stats. saison rég. | Classements avant le bowl | Classements avant le bowl | Classements avant le bowl |
| ------------------------------------------------------------------- | ----------- | ----------- | ------------------ | ------------------------- | ------------------------- | ------------------------- |
| Équipes                                                             | Conférences | Entraîneurs | Stats. saison rég. | CFP                       | AP                        | Coaches                   |
| Fighting Irish de Notre Dame                                        | AAC         | Brian Kelly | 10 - 1             | no 4                      | no 4                      | no 4                      |
| Crimson Tide de l'Alabama                                           | SEC         | Nick Saban  |                    | no 1                      | no 1                      | no 1                      |
| - Équipe donnée favorite par les bookmakers : Alabama par 20 points |             |             |                    |                           |                           |                           |

Elles se sont déjà rencontrées à sept reprises par le passé (Notre Dame 5-2) :
| Saison | Date             | Vainqueur  | Score   | Perdant    | Compétition             |
| ------ | ---------------- | ---------- | ------- | ---------- | ----------------------- |
| 2012   | 7 janvier 2013   | Alabama    | 42 - 14 | Notre Dame | Finale nationale du BCS |
| 1987   | 14 novembre 1987 | Notre Dame | 37 - 6  | Alabama    | Saison régulière        |
| 1986   | 4 octobre 1986   | Alabama    | 28 - 10 | Notre Dame | Saison régulière        |
| 1980   | 15 novembre 1980 | Notre Dame | 7 - 0   | Alabama    | Saison régulière        |
| 1976   | 13 novembre 1976 | Notre Dame | 21 - 18 | Alabama    | Saison régulière        |
| 1974   | 1er janvier 1975 | Notre Dame | 13 - 11 | Alabama    | Orange Bowl 1974        |
| 1973   | 31 décembre 1973 | Notre Dame | 24 - 23 | Alabama    | Sugar Bowl 1973         |

### Fighting Irish de Notre Dame
Notre Dame a du modifier son programme initial à la suite de la pandémie de Covid-19 et pour la première fois de son histoire, a joué la saison comme membre de l'Atlantic Coast Conference et non comme équipe indépendante. Invaincus en saison régulière (10-0), ils sont battus en finale de conférence par les Tigers de Clemson (10-1) et terminent en 4e position au classement du CFP.
Les Fighting Irish reviennent donc en College Football Playoffs après leur seule participation au terme de la saison 2018 (défaite 30-3 contre Clemson en ½ finale lors du Cotton Bowl Classic 2018).
La seule apparition de Notre Dame au Rose Bowl fut une victoire contre le Cardinal de Stanford au terme de la saison 1924 à l'occasion du Rose Bowl 1925. 

### Crimson Tide de l'Alabama
L'équipe d'Alabama a terminé sa saison régulière invaincue (10-0) et elle a ensuite remporté la finale de conférence SEC en battant les Gators de la Floride. C'est donc invaincue (11-0) qu'elle est classée no 1 du pays dans les classements CFP, AP et Coaches.
C'est la sixième fois (sur 7) qu'Alabama se qualifie pour le College Football Playoff. Elle a participé à 4 finales dont 2 reportées au terme des saisons 2015 et 2017. 
Alabama a participé à 6 Rose Bowl le dernier en 1946 et elle affiche un bilan de 4 victoires pour 1 défaite et 1 nul.

## Statistiques
| Données                                | Notre Dame                | Alabama                   |
| -------------------------------------- | ------------------------- | ------------------------- |
| Conversion de 1er down                 | 24                        | 24                        |
| Conversion de 3e down                  | 8/16                      | 6/10                      |
| Conversion de 4e down                  | 2/3                       | 0/0                       |
| Jeux–yards                             | 80 jeux pour 375 yards    | 55 jeux pour 437 yards    |
| Yards à la course                      | 38 courses pour 139 yards | 25 courses pour 140 yards |
| Yards à la passe                       | 236                       | 297                       |
| Passes (réussies-tentées-interceptées) | 28/42, 1 interception     | 25/30, 0 interception     |
| Pénalités                              | 3 pour 25 yards perdus    | 6 pour 59 yards perdus    |
| Sacks subis                            | 2 (15 yards perdus)       | 1 (8 yards perdus)        |
| Fumbles                                | 2/0 perdu                 | 0/0                       |
| Field goals                            | 0/1                       | 1/1                       |
| Temps de possession                    | 33:43                     | 26:17                     |

| Équipe     | Poste       | Joueur                          | Performances                                     |
| ---------- | ----------- | ------------------------------- | ------------------------------------------------ |
| Notre Dame | Quarterback | Ian Book                        | 27/39, 229 yards, 1 interception                 |
| Notre Dame | Coureur     | Williams Kyren                  | 16 courses, 64 yards, 1 TD                       |
| Notre Dame | Receveur    | Michael Mayer                   | 7 réceptions, 62 yards, 0 TD                     |
| Notre Dame | Défenseur   | Crawford Shaun                  | 9 tacles dont 5 en solo                          |
|            |             |                                 |                                                  |
| Alabama    | Quarterback | Mac Jones                       | 25/30, 297 yards, 4 TDs                          |
| Alabama    | Coureur     | Harris Najee                    | 15 courses, 125 yards, 0 TD                      |
| Alabama    | Receveur    | DeVonta Smith                   | 7 réceptions, 130 yards, 3 TDs                   |
| Alabama    | Défenseur   | Hellams DeMarcco                | 12 tacles dont 6 en solo et 1 pour perte, 1 sack |
|            |             |                                 |                                                  |
| MVPs       | Attaque     | DeVonta Smith, WR, Alabama      | DeVonta Smith, WR, Alabama                       |
| MVPs       | Défense     | Patrick Surtain II, CB, Alabama | Patrick Surtain II, CB, Alabama                  |